# Always Let Me Go
Always Let Me Go från 2002 är ett livealbum med pianisten Keith Jarrett och hans ”Standards Trio”.. Albumet är inspelat i Japan.

## Låtlista
Musiken är skriven av Keith Jarrett om inget annat anges.

### Cd 1
1. Hearts in Space – 32:13
2. The River – 3:34
3. Tributaries (Keith Jarrett/Gary Peacock/Jack DeJohnette) – 16:18
4. Paradox – 9:02

### Cd 2
1. Waves – 34:25
2. Facing East (Keith Jarrett/Gary Peacock/Jack DeJohnette) – 14:05
3. Tsunami – 14:51
4. Relay – 13:00

## Medverkande
- Keith Jarrett – piano
- Gary Peacock – bas
- Jack DeJohnette – trummor